# Madderi Mallandahalli, Kolar
Madderi Mallandahalli là một làng thuộc tehsil Kolar, huyện Kolar, bang Karnataka, Ấn Độ.